# Hverfjall
Le Hverfjall (en islandais la « montagne de la source chaude ») est un volcan situé sur le site du lac Mývatn, en Islande.
Il est apparu il y a 2 500 ans et est le résultat d'une seule éruption appartenant au cycle de Hverfjall du Krafla. Le cône fait environ 250 mètres de haut et 200 mètres de profondeur pour un diamètre de 1 200 mètres.
Le sommet est accessible à pied et offre des panoramas sur le lac et les montagnes environnantes. L'ascension se fait sur des cendres noires, qui peuvent rendre la montée fatigante.
Début mai 2013 le mot « crater », en lettres de 17 mètres de haut, est peint sur le flanc du cratère.

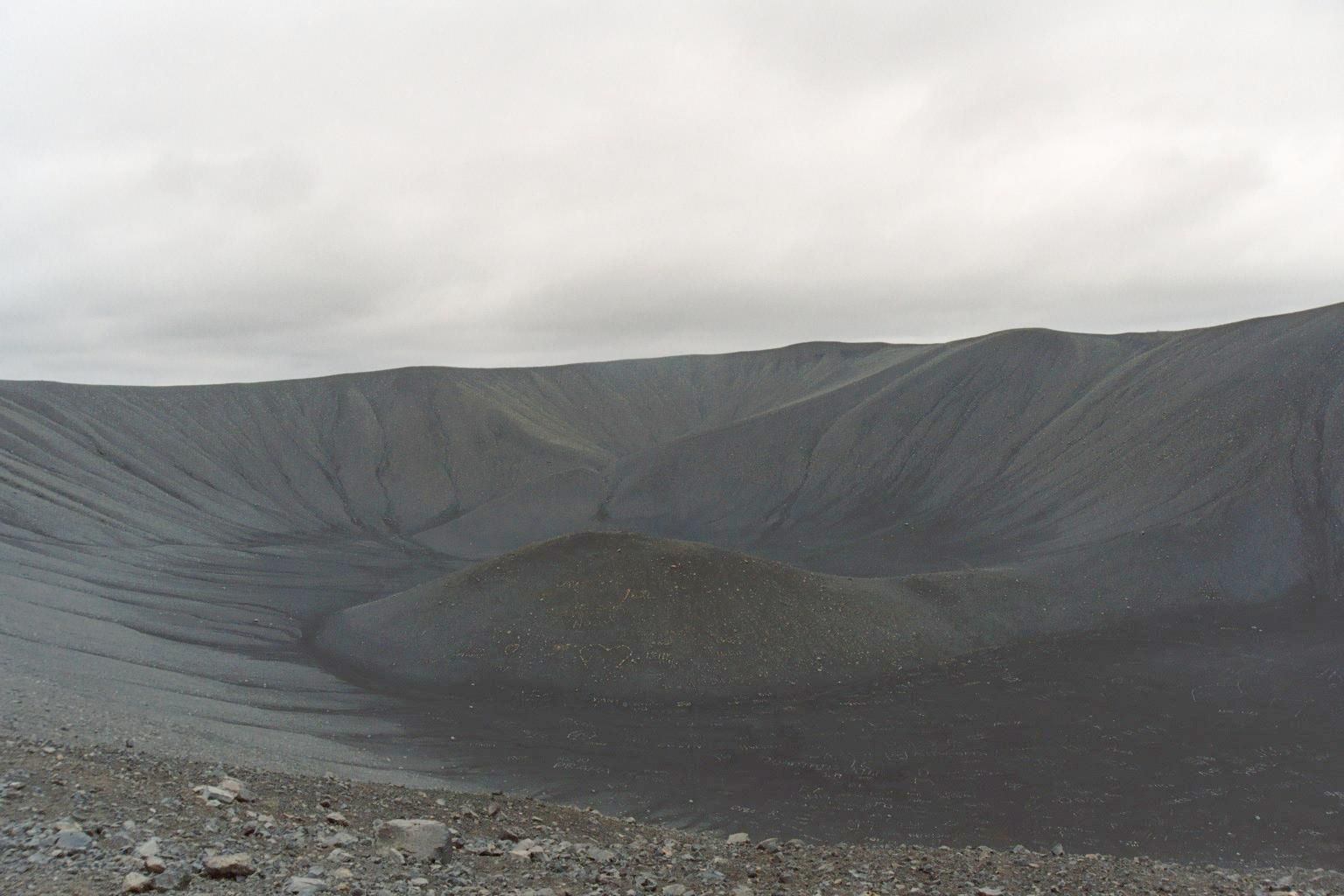
L'intérieur du cratère
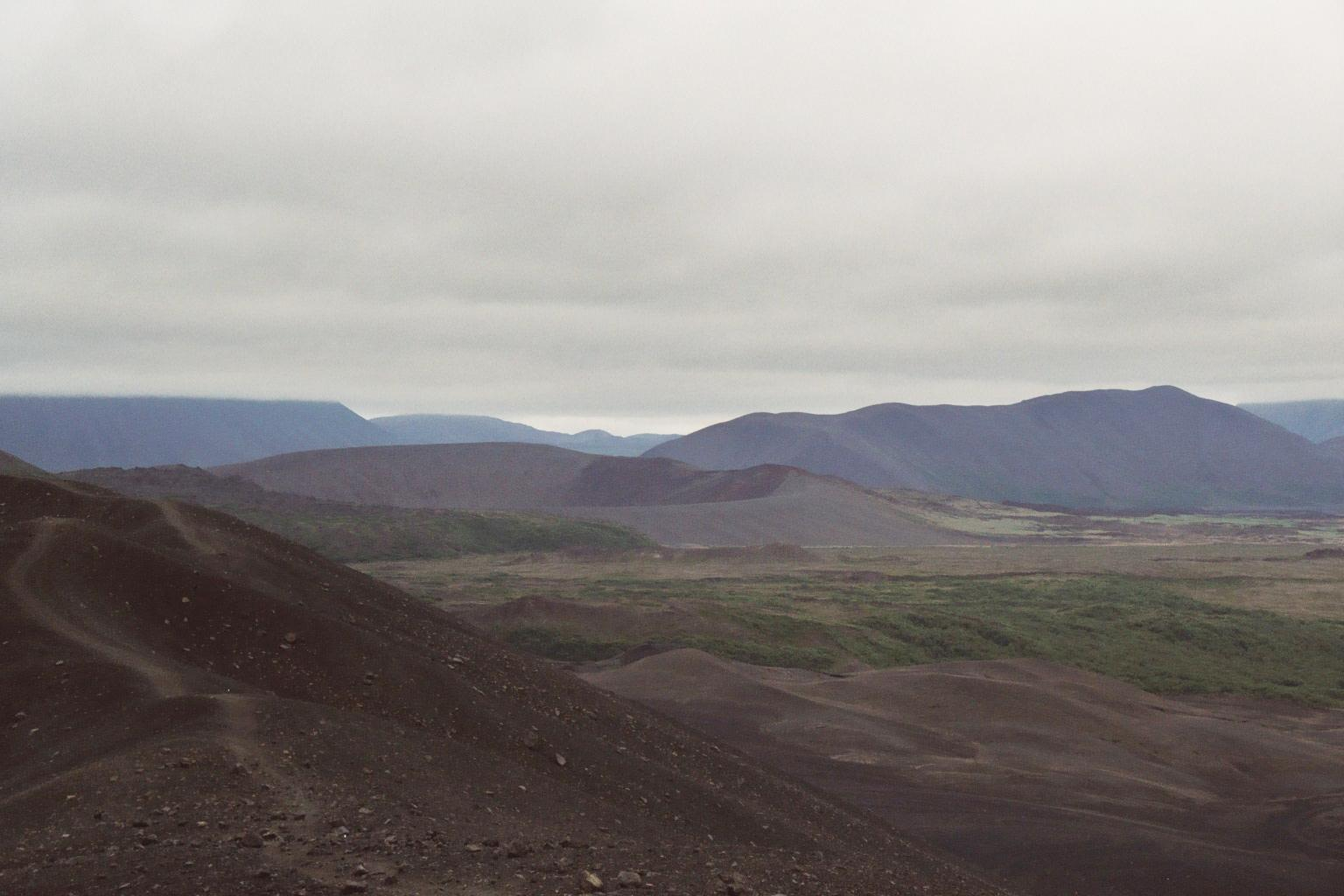
Vue sur un cratère similaire derrière le volcan
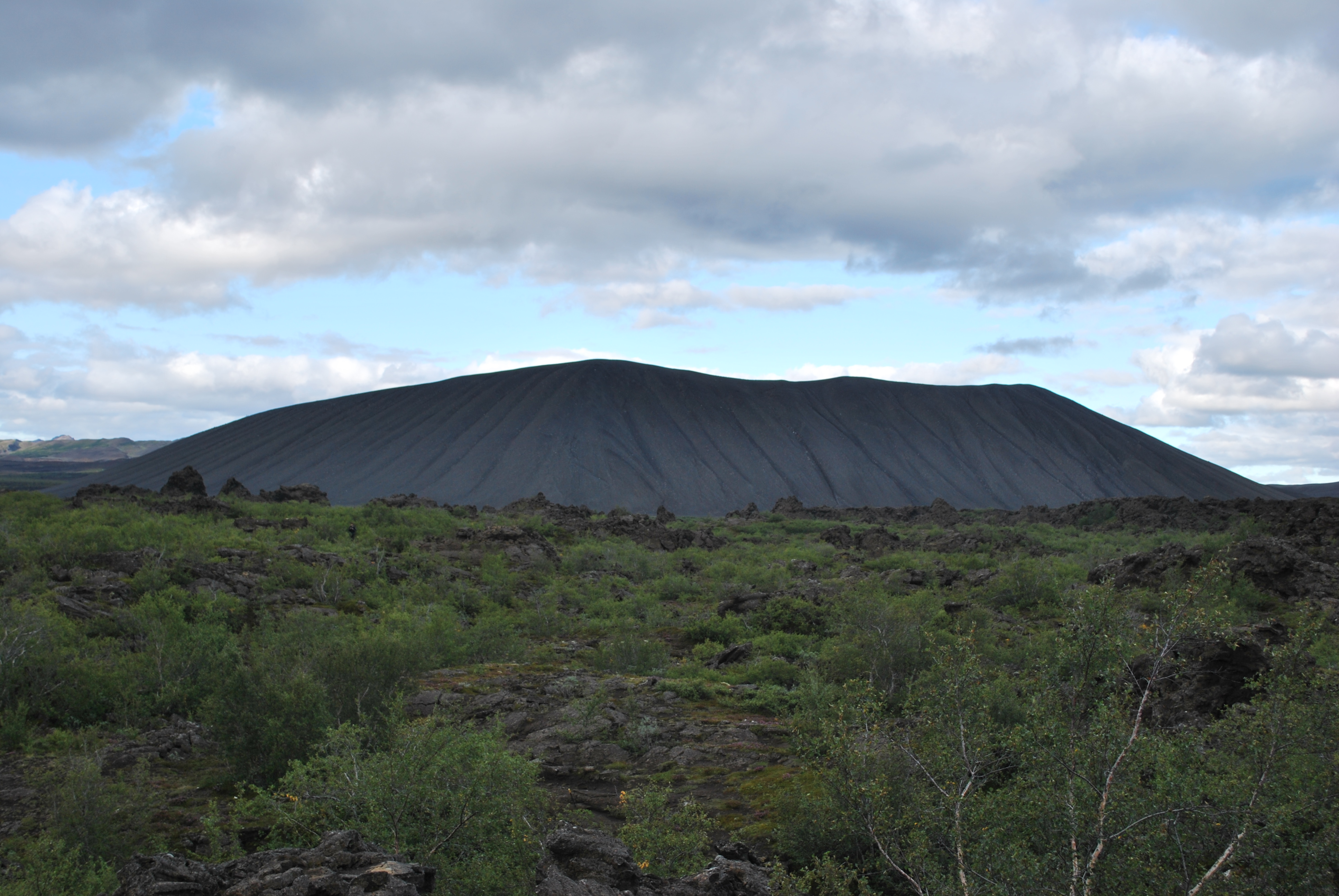
Vue de l'extérieur du cratère.